# Madras (tissu)
 (octobre 2017).
Si vous disposez d'ouvrages ou d'articles de référence ou si vous connaissez des sites web de qualité traitant du thème abordé ici, merci de compléter l'article en donnant les références utiles à sa vérifiabilité et en les liant à la section « Notes et références ».
Pour les articles homonymes, voir Madras (homonymie).

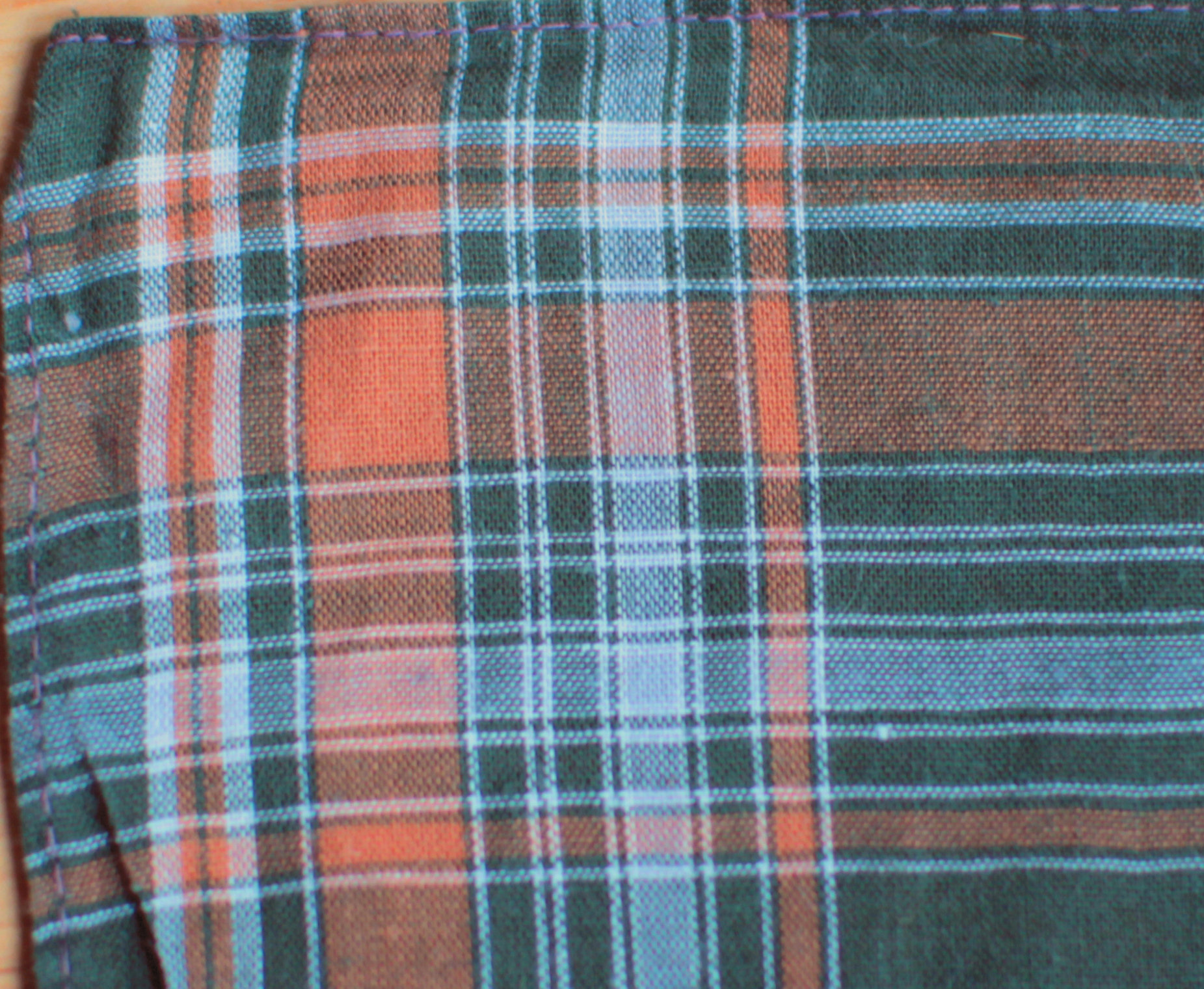
Mouchoir à motif Madras

Le madras est une étoffe à chaîne de soie et à trame de coton, de couleurs vives formant des carreaux ou des rayures.
Originaire de la ville de Madras en Inde (aujourd'hui Chennai), il se composait initialement de fibres de bananier. Par la suite, il fut fabriqué en Europe et réalisé en coton et en soie.
Le madras est un tissu coloré souvent porté par les populations créoles de la Louisiane, des Petites Antilles et de la Guyane. Il est arrivé dans les îles antillaises au XVIIIe siècle, importé par les Anglais, bien avant les premières migrations de main d'œuvre indienne. C'est le tissu emblématique des Antilles-Guyane.

## Histoire
Créé en Inde du Sud et diffusé à l’initiative des Britanniques, le « madras » est arrivé aux îles avant l’immigration indienne. Ce qui explique sa présence dans les coiffes et les tenues créoles portées par les gens de couleur libres, puis par la bourgeoisie blanche du temps de Bonaparte et de Victor Hugo, et enfin par les anciens esclaves affranchis en 1848. 
Le madras fait sa venue au Antilles en 1848. La main d'oeuvre indienne employée par les Anglais, amène le Madras en Martinique.
Ce coton léger, de texture simple, se froisse facilement. Il est tissé en plusieurs couleurs qui forment des carreaux ou des dessins, et sert surtout pour des vêtements courants.

## Les couleurs du madras et fabrications
Le tissu Madras possède en majorité 3 couleurs :
Le jaune : qui est obtenu avec du suc de curcuma et symbolise le printemps 
Le rouge : obtenu à partir d'une cochenille et symbolise le mariage 
Le bleu : fait à partir de l'indigo et symbolise Krishna 
Le tissu madras est souvent accompagné de dentelle blanche 
Le tissu Madras en Guadeloupe et en Martinique est utilisé dans la confection de nombreuses choses comme les robes les chemises les jupes mais aussi les nappes ou les torchons. Il peut être utilisé comme accessoire pour les coiffures .

## Origines
Le madras provient de la ville de Chennai autrefois appelée ville de Madras, dans le sud de l'Inde. Cette ville était à la base un village de pêcheurs. Il résultait du tissage artisanal de fibres de bananier, puis de coton, plus solide, et dégageait une odeur particulière. On faisait une distinction entre d'une part le madras, tissé avec des fils plats, et aux coloris vifs et variés (rouge, bleu foncé et rose - le rose étant en fait un croisement de fils rouges et de blancs), de l'autre le mouchoir, tissé avec des fils retors, venus d'Angleterre. Le long de la lisière, le madras comme le mouchoir des Indes présentaient des petits trous faits par les pointes qui tendent le tissu sur le métier. La distance entre deux trous s'appelle, aux Antilles, un coujou : et, pendant longtemps, on a acheté la pièce de madras par « coujous ».
Le mouchoir coûtait deux fois moins cher que le madras, et, comme les couleurs étaient plus ternes, il a fallu trouver un moyen de le rendre plus attrayant, d'où le travail du calendage qui consistait à peindre toutes les parties roses avec un mélange de gomme arabique et de jaune de chrome.
Il est probable que le tissu vienne à l'origine de Pulicat (en) (ou Palicat), à proximité de Madras, on parle de « mouchoirs de Paliacate ». On lui aurait donné par la suite le nom de la plus grande ville de la région, région qui se nommait elle-même Madras (ou plus exactement, Présidence de Madras). Mais le tissu fut aussi fabriqué dans la ville de Madras, notamment pour l'exportation. Quant à savoir si ce tissu apparaît dans les colonies dès le XVIIe siècle, c'est peu probable, car le mot n'est attesté en français qu'à la fin du XVIIIe siècle. À moins qu'il ne s'agisse d'exportation de palicate, nommé par la suite madras.

## Galerie

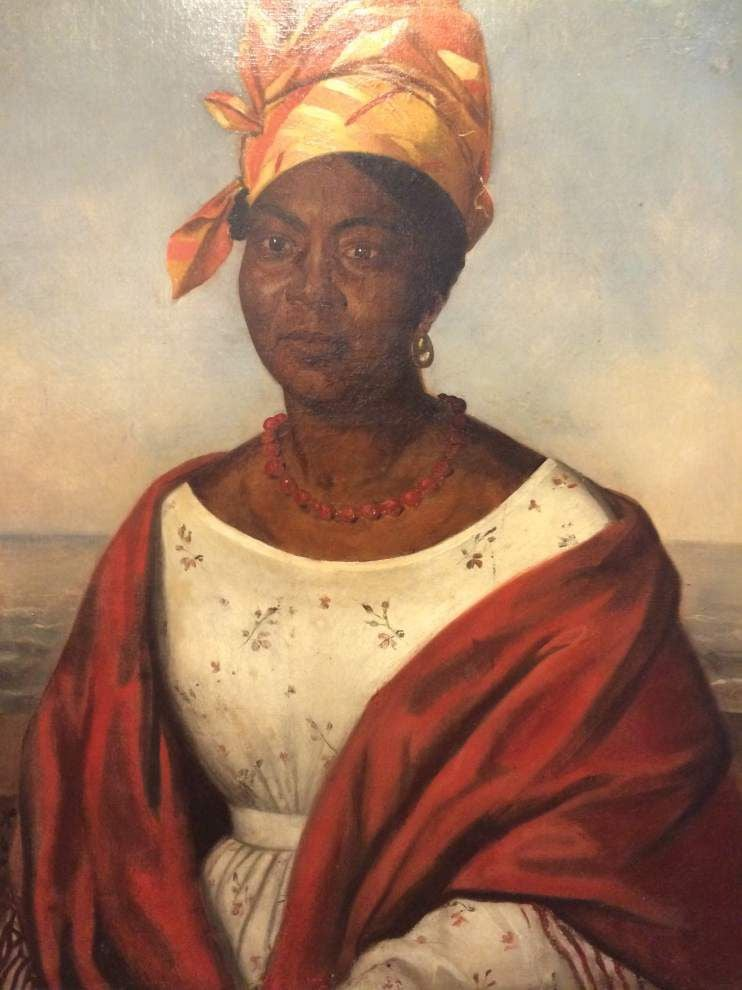
Femme de couleur libre (Nouvelle-Orléans) par Louis Adolphe Nicolas Rinck, 1844.
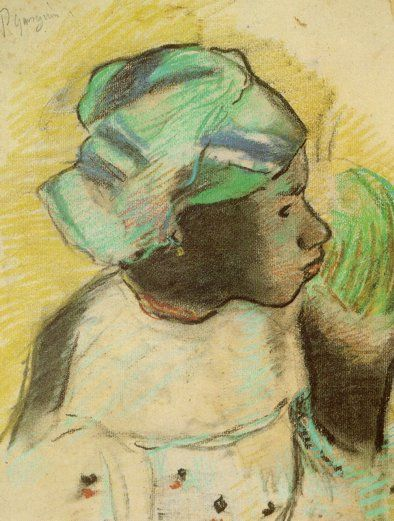
Paul Gauguin, Jeune Martiniquaise au madras, 1887.
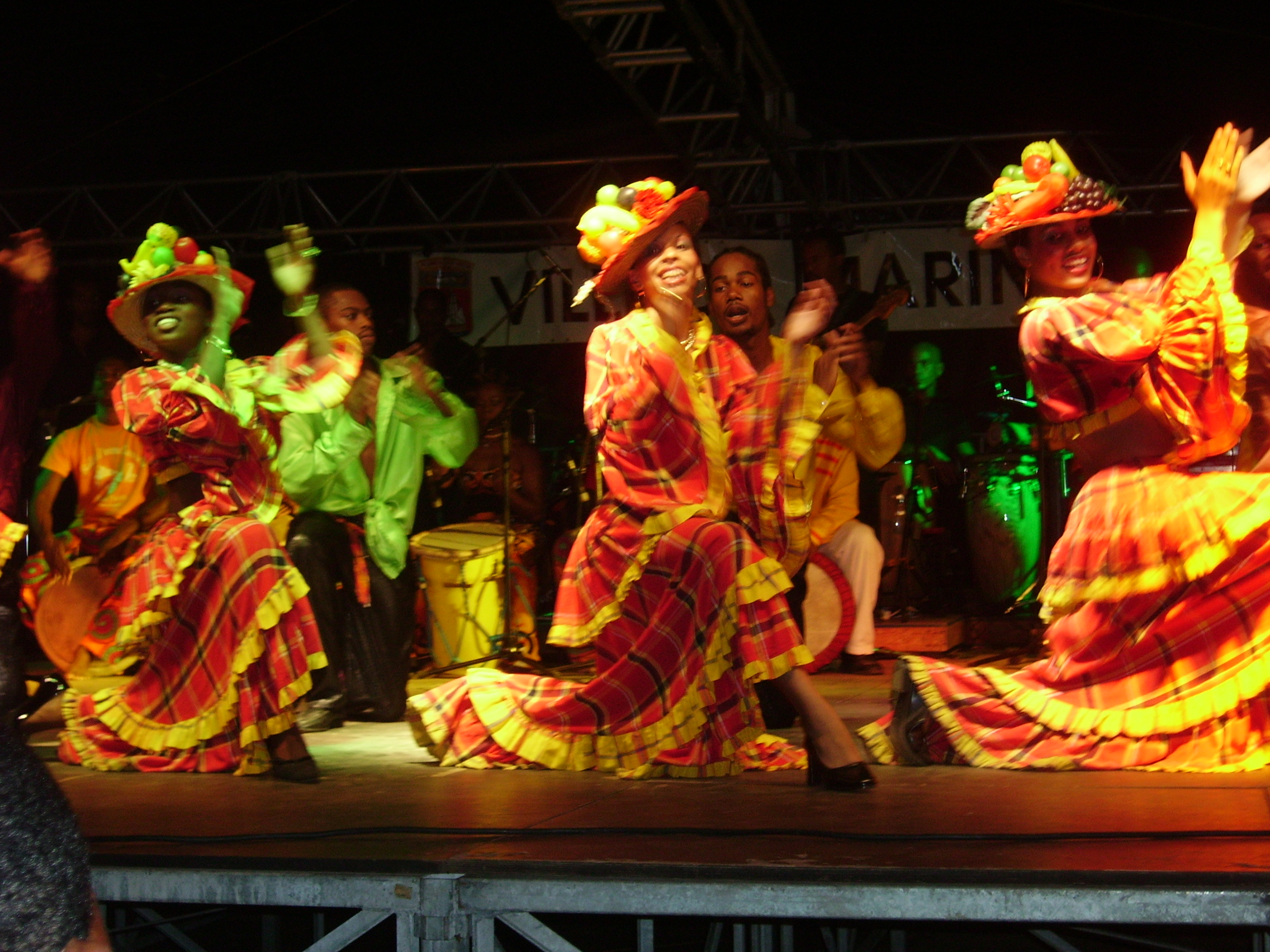
Costumes de Carnaval inspirés du costume traditionnel martiniquais en madras.
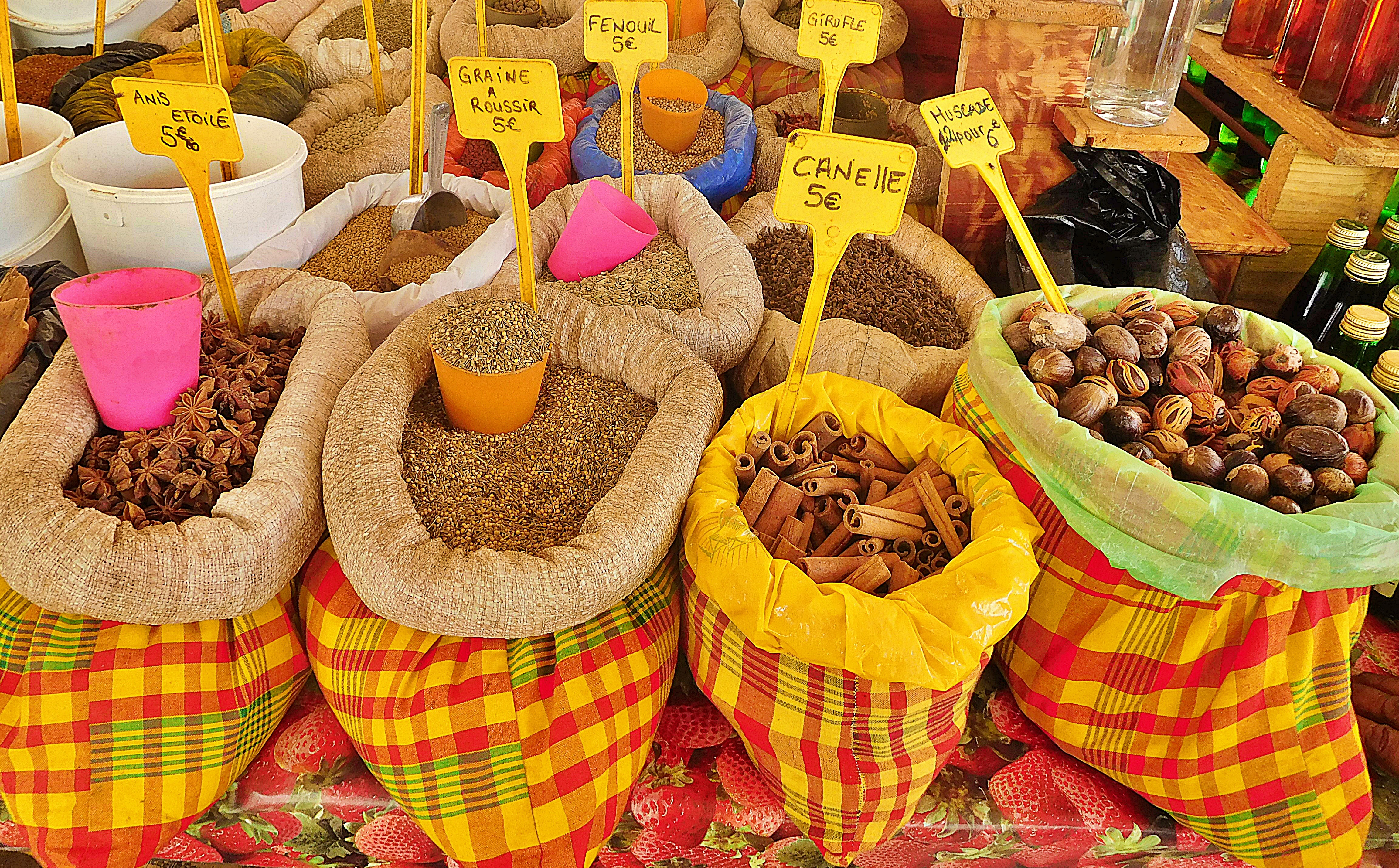
Sacs en madras contenant des épices, marché Sainte-Anne en Guadeloupe.